# Hotaru no Yomeiri
Hotaru no Yomeiri (ホタルの嫁入り) é uma série de mangá japonesa escrita e ilustrada por Oreco Tachibana. Foi serializada no website de mangá Ura Sunday e no aplicativo MangaONE, ambos da Shogakukan, em janeiro de 2023.

## Mídias

### Mangá
Escrito e ilustrado por Oreco Tachibana, Firefly Wedding começou a ser serializado no website de mangá Ura Sunday e no aplicativo MangaONE, ambos da Shogakukan, em 1º de janeiro de 2023. Seus capítulos foram reunidos em seis volumes tankōbon até dezembro de 2024.
| N.º | Data de lançamento     | ISBN              |
| --- | ---------------------- | ----------------- |
| 1   | 19 de junho de 2023    | 978-4-09-852147-0 |
| 2   | 12 de setembro de 2023 | 978-4-09-852825-7 |
| 3   | 19 de dezembro de 2023 | 978-4-09-853064-9 |
| 4   | 18 de abril de 2024    | 978-4-09-853211-7 |
| 5   | 19 de agosto de 2024   | 978-4-09-853526-2 |
| 6   | 19 de dezembro de 2024 | 978-4-09-853762-4 |
| 7   | 18 de março de 2025    | 978-4-09-854039-6 |

### Outras mídias
Uma história em quadrinhos narrada comemorando o lançamento do primeiro volume foi lançada no canal do YouTube da Flower Comics em 19 de junho de 2023. Um comercial de televisão e um vídeo promocional comemorando o lançamento do segundo volume foram lançados no canal da MangaONE no YouTube em 12 de setembro de 2023. O quadrinho narrado apresenta as interpretações de Yui Ishikawa como Satoko Kirigaya e Koki Uchiyama como Shinpei Goto, enquanto o vídeo promocional e o comercial apresentam somente Uchiyama reprisando seu papel como Shinpei.

## Recepção
A série teve 2 milhões de cópias em circulação em agosto de 2024.
A série ficou em quinto lugar no Tsutaya Comic Award. A série também ficou em nono lugar na edição de 2022 do guia Kono Manga ga Sugoi! na lista dos melhores mangás para leitoras. A série ganhou o grande prêmio "Minna ga Erabu!! Denshi Comic Taishō 2024" da NTT Solmare na competição de 2024. A série foi classificada em primeiro lugar na lista de quadrinhos recomendados pelos funcionários da livraria nacional de 2024. A série também foi nomeada ao 48º Prêmio de Mangá Kodansha na categoria shōjo. O mangá ficou em décimo lugar na categoria web do Next Manga Awards de 2024.